# 田中希實
田中希實（日语：／ Tanaka Nozomi，1999年9月4日—）是日本女子田徑運動員，主攻中长跑和长跑項目。她是女子1500米和5000米日本記錄保持者，曾獲得2023年亞洲田徑錦標賽女子1500米冠軍。

## 個人紀錄
- 400米：59秒16
- 800米：2分02秒36（日本歷代5位）
- 1000米：2分37秒33（日本紀錄）
- 1500米：3分59秒19（日本紀錄）
- 3000米：8分40秒84（日本紀錄）
- 5000米：14分29秒18（日本紀錄）
- 10000米：31分59秒89

## 外部連結
- 田中希實在的頁面